# سلمان أباد (تشناران)
سلمان‌ أباد (بالفارسية: سلمان‌آباد) هي قرية تقع في قسم غلمكان الريفي (مقاطعة تشناران) في إيران. يقدر عدد سكانها بـ 72 نسمة .